# Кишлавская волость
Кишлавская волость — административно-территориальная единица в составе Феодосийского уезда Таврической губернии. Образована 4 июня 1871 года, согласно III статьи «Правил об общественном и поземельном устройстве поселян-собственников, бывших иностранных колонистов», утверждённых Александром II. Первоначально были созданы 2 болгарские волости: Старокрымская, с сёлами Марфовка, Коктебель, Сиджеут и Старый Крым и Кишлавская, в которую входили Кишлав, Алач, Османчик, Кабурчак, Колпак. Уже осенью того же года произошло объединение в Кишлавскую, а волости стали сельскими обществами.

## География
Волость, фактически, не имела цельной территории, административно объединяя сёла с болгарским населением, иногда далеко разъединённые друг от друга.
На юге волость выходила к побережью Чёрного моря (Коктебель) и граничила с Таракташской волостью, на севере Андреевка располагалась далеко в степи, а Марфовка — на Керченском полуострове.
На 1887 год население составило 4308 человек, абсолютное большинство — болгары. Характерна крупными сёлами, в половине население достигало сотен человек. Согласно «Памятной книге Таврической губернии 1889 года», по результатам Х ревизии 1887 года, в волости числились следующие селения:
В результате земской реформы 1890-х годов в составе Кишлавской волости осталось единственное поселение — собственно Кишлав. На 1892 год в Кишлаве числилось 1457 жителей.
На 1915 год, согласно Статистическому справочнику Таврической губернии. Ч.II-я. Статистический очерк, выпуск седьмой Феодосийский уезд, 1915 год, в волости состояло 3 села:
- Кишлав — 2063 жит.,
- Колпак — 223 жит.,
- Османчик — 194 жит.

Также в волости числилось 125 человек «посторонних» жителей.
Волость существовала до упразднения волостной системы постановлением Крымревкома от 8 января 1921 года.